# Encima Angulo
Encima Angulo es un núcleo de población español del municipio de Valle de Mena, perteneciente a la provincia de Burgos, en la comunidad autónoma de Castilla y León.

## Historia
Hacia mediados del siglo XIX, el lugar era ya referido como barrio perteneciente a Angulo, dentro del municipio de Valle de Mena. Aparece descrito en el séptimo volumen del Diccionario geográfico-estadístico-histórico de España y sus posesiones de Ultramar de Pascual Madoz con las siguientes palabras:

ENCIMA-ANGULO: barrio en la prov. de Burgos, part. jud. de Villarcayo:; es uno de los 7 que componen el l. ó valle de Angulo. (V.)
(Madoz, 1847, p. 475)

En 2023, el núcleo de población de Encima Angulo, encuadrado dentro de la entidad singular de población de Angulo, tenía empadronados 8 habitantes.